# Jaroslav Štumpf
Jaroslav Štumpf (2. prosince 1914 Smíchov – 8. února 1979) byl český fotbalista a trenér. Československý reprezentant. Nejvyšší soutěž hrál za Bohemians Praha, SK Náchod, AC Sparta Praha a SK Nusle. V lize odehrál 119 utkání a dal 10 gólů. Za československou reprezentaci odehrál 3 utkání, všechna roku 1939. Je dvojnásobným mistrem Československa, první titul získal roku 1939, druhý po válce roku 1946, oba v dresu Sparty Praha. Se Spartou spojil později svůj osud i jako trenér, vedl ji v letech 1962–1964, v rovnocenné dvojici s Karlem Kolským a posléze Václavem Ježkem a výrazně se tak podílel na vybudování slavného mužstva Sparty druhé poloviny 60. let.